# Mark Blyth
Mark Blyth (29 de setembro de 1967) é um cientista político e professor de economia política internacional na Universidade de Brown.

## Carreira
Ele é mais conhecido por sua crítica à austeridade, Austeridade: a história de uma ideia perigosa (Autonomia Literária, 2017). 